# Perchta

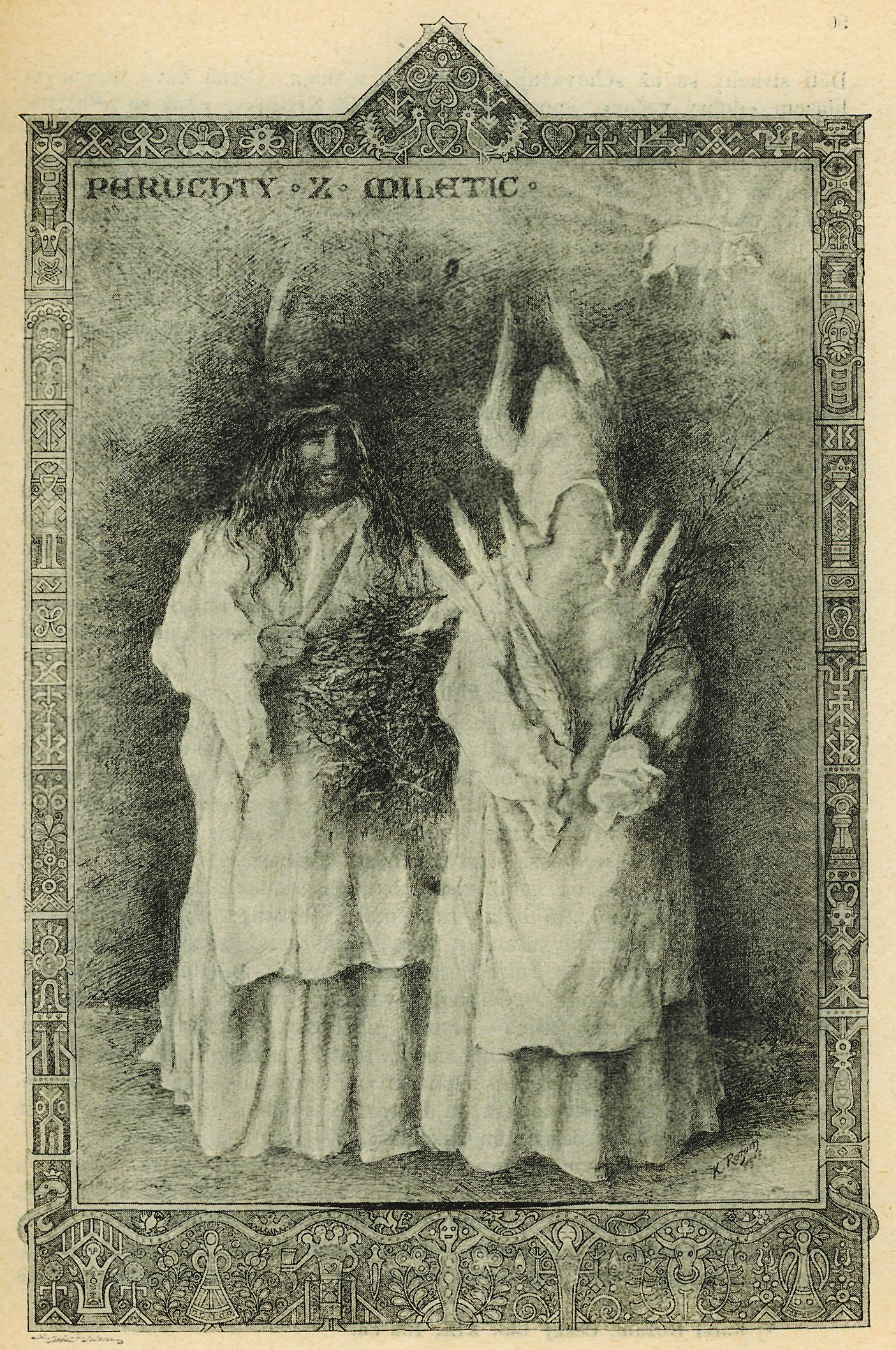
Peruchty, Tsjechië, 1910

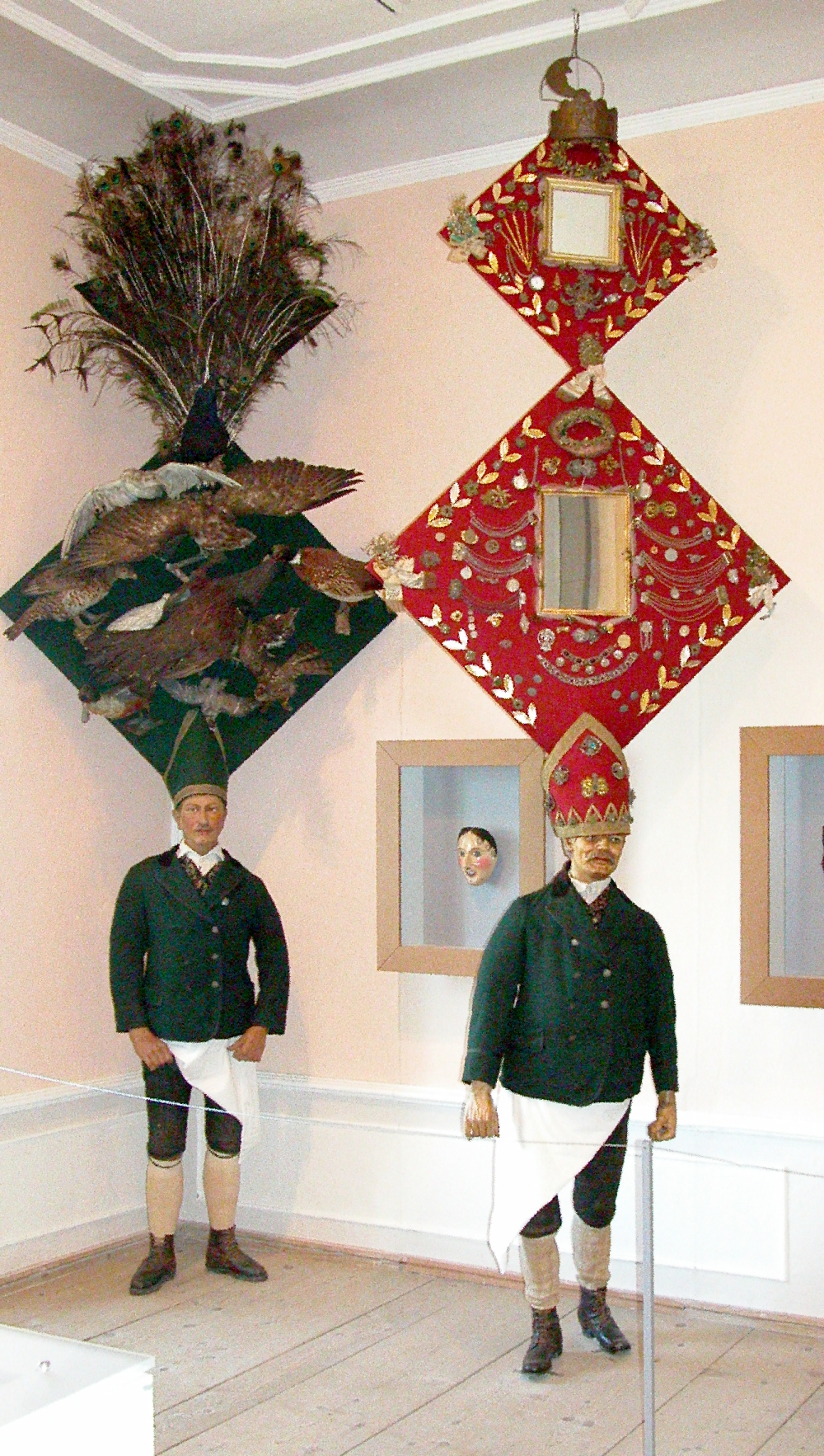
Schoenpercht en Vogelpercht

Perchta of Percht (ook wel Vrouw Percht, Bircht, Brig(i)t Frau Faste, Perahta, Stampfe, Paxto-Stampfo, Posterli, Quatemberca, Fronfastenweiber, Bechtrababa, Sperchta, Berigl, Berchtlmuada, Pehta, Perhta-Baba, Zlobna Pehta, Bechtrababa, Sampa, Stampa, Lutzl, Zamperin, Pudelfrau, Kwaterni, Zampermuatta, Rauweibof, Bercht(a), in het Engels Berta) is een figuur uit de Germaanse en Slavische mythologie. Ze is waarschijnlijk door Keltische invloeden ontstaan uit de Germaanse godin Frigg, net zoals Vrouw Holle in het midden van Duitsland. Haar mannelijke tegenhanger is Berchtold of Quantembermann.
Perchta komt in het grootste deel van het Duitse taalgebied voor, maar ook in Tsjechië en Slovenië (als Kvaternica). In het midden en noorden van Duitsland, waar Vrouw Holle vaak wel bekend is, is Perchta onbekend.
Enkele motieven uit sagen over Perchta die in verband staan met midwinter zijn overgenomen door christelijke heiligen. In Passau komt Perchta niet voor, maar de heilige Lucia van Syracuse heeft veel van haar attributen overgenomen. In de veertiende eeuw werd 13 december (haar naamdag) door verschuivingen in de juliaanse kalender de kortste dag. In Zweden, Noorwegen, Denemarken en Finland wordt nog altijd het Luciafeest (een lichtfeest) gevierd.
Perchta treedt op tussen de winterzonnewende (rond 21 december) en 6 januari (Driekoningen). Vooral 6 januari is haar dag, er werd feestgevierd en speciaal voedsel bereid. Ze rijdt in deze periode door de lucht als aanvoerster van de Wilde Jacht, dit komt ook voor bij Vrouw Holle (en andere figuren). Ook Frigg rijdt met haar man Odin als aanvoerster van de Wilde Jacht door de lucht tijdens deze periode.
In het Oudhoogduits heet Driekoningen Perthennacht.

## Herkomst
Haar naam is waarschijnlijk uit het Hoogduitse peraht  (= hel, glanzend) ontstaan en betekent 'de glanzende', 'de schijnende' of 'de schitterende'. Anderen gaan ervan uit dat de naam een Keltische oorsprong heeft.
De vroegste vermelding over Perchta stamt uit de dertiende eeuw, maar mogelijk wordt zij al genoemd in teksten uit de elfde eeuw. Taalonderzoek wijst uit dat de naam Perchta terug te herleiden is tot de Tweede Germaanse klankverschuiving. Jacob Grimm beschreef Vrouw Bercht, een vrouwelijke geest uit de tiende eeuw. Zij droeg een wit kleed en controleerde het spinnen en weven. De cultus van Perchta wordt genoemd in De decem praeceptis (1439) en de Thesaurus pauperum (1468). Latere kerkdocumenten brachten Perchta in verband met Diana, Herodias en Richella and Abundia.
Grimm bracht Perchta in verband met de Witte Vrouwen (denk ook aan de witte wieven), die in heel Europa bekend zijn.
Hedendaagse volkskundigen staan echter zeer wantrouwend tegenover oudere theorieën die een direct verband leggen tussen voorchristelijke gebruiken en 19e-eeuwse folklore.

## Eigenschappen
Perchta beloont vlijt en behulpzaamheid, ze schenkt in dat geval spoelen en munten en zorgt voor de groei van het graan (vergelijk dit met de cadeautjes, zoals geld van chocolade, die gegeven worden door Sint en zijn Pieten). Ze waakt over de zielen van nog niet geboren kinderen in een bron of vijver.
Perchta bestraft luiheid en het negeren van het verbod op het eten van ander voedsel dan voorgeschreven op haar feestdag (vis en pap) door het brengen van nachtmerries of het open snijden van de buik van het slachtoffer. De buik wordt daarna volgestopt met stenen en het slachtoffer wordt in een put of bron gegooid (vergelijk dit met bijvoorbeeld de straf van de wolf in het sprookje Roodkapje). Perchta kan de mens de adem ontnemen.

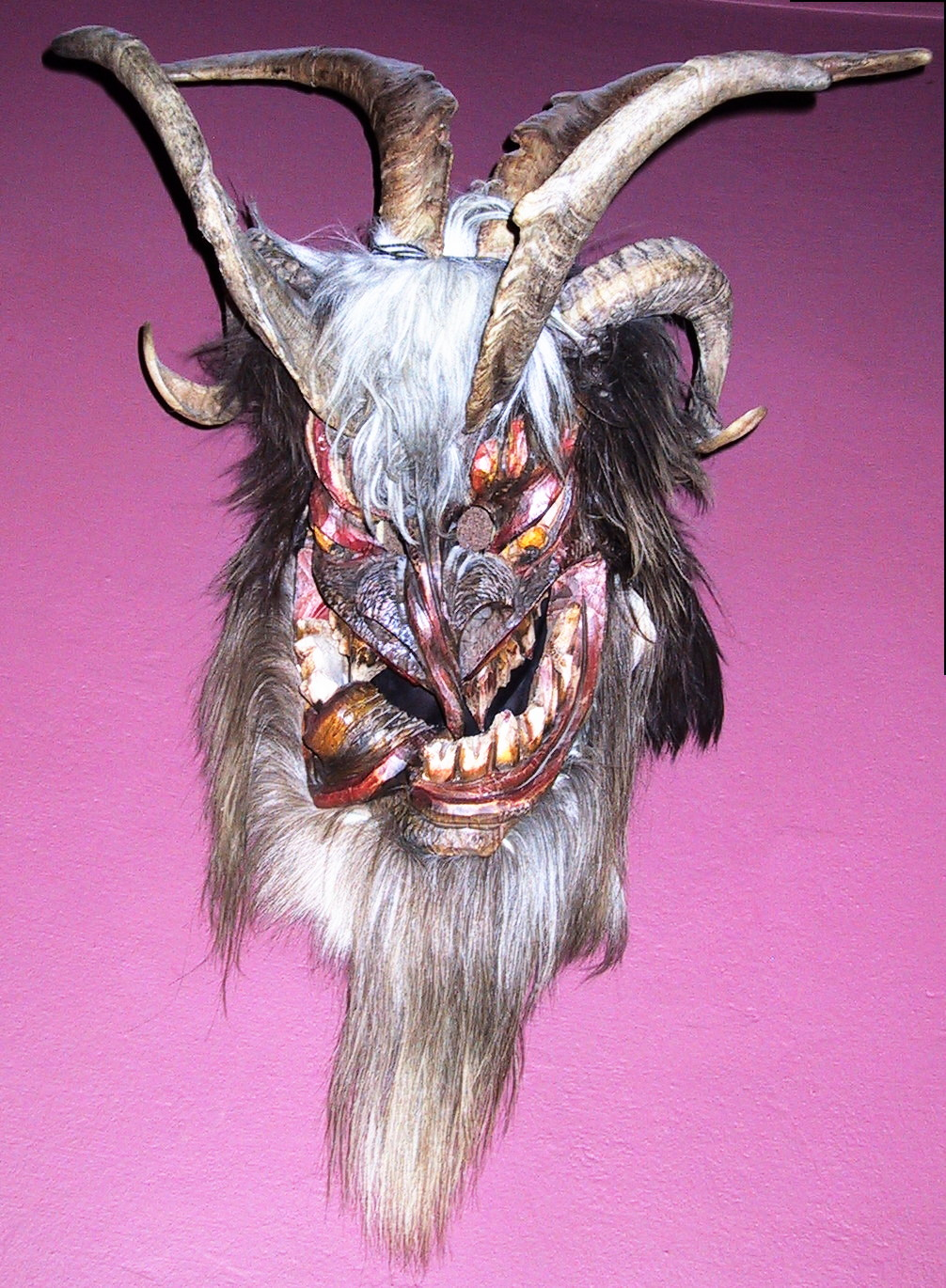
Perchten-masker

De lelijke Perchta wordt ook wel Schiachperchten genoemd, de Perchtenmaskers zijn op deze "lelijke" figuur gebaseerd. Mannen gingen verkleed in Perchtenkostuums door de huizen om "slechte geesten" te verdrijven.
Ook Vrouw Holle heeft twee kanten, ze beloont het goede en straft het kwade.
Perchta wordt ook voorgesteld als Butzebercht, een oude vrouw met mismaakte voet (een ganzen- of zwanenvoet, dit komt door het vele spinnen). Vergelijk haar met de drie vrouwen uit het sprookje De drie spinsters (verzameld door de gebroeders Grimm) en de drie nornen uit de Noordse mythologie. De ganzen- of zwanenvoet kan duiden op de macht over gedaanteverwisseling. De vreemde voet wordt in veel talen genoemd (Duits "Berthe mit dem fuoze", Frans "Bertha au grand pied", Latijn "Berhta cum magno pede"). Ze controleert of de meisjes de juiste hoeveelheid vlas gesponnen hebben gedurende het jaar.
Vooral de attributen ijzer en de neus vallen op, Perchta snijdt de buik open met gereedschap van ijzer en ze hakt op haar slachtoffers in met een ijzeren bijl. Ook maakt ze volgens vele verhalen lawaai met een ijzeren ketting. Dit kan wijzen op een voor-Germaanse oorsprong, Noricum was de grootste ijzerleverancier in de Romeinse tijd en hier werd de godin Noreia vereerd. Noreia heeft vergelijkbare eigenschappen.
Bijna altijd wordt verteld dat Perchta een grote neus heeft. Dit kan wijzen op de snavel van een vogel, in Zuidoost-Europa zijn talloze varianten van vogelgodinnen te vinden. De germanist Erika Timm vermoedt dat de Germaanse stammen die naar Zuid-Duitsland trokken een vrouwelijke numina meenamen die nog erg veel leek op Vrouw Holle. De elementen van lokale godheden kunnen versmolten zijn met de eigenschappen van de meegenomen numina, wat de vele overeenkomsten (maar ook de verschillen) tussen beiden kan verklaren.

## Volksfeest

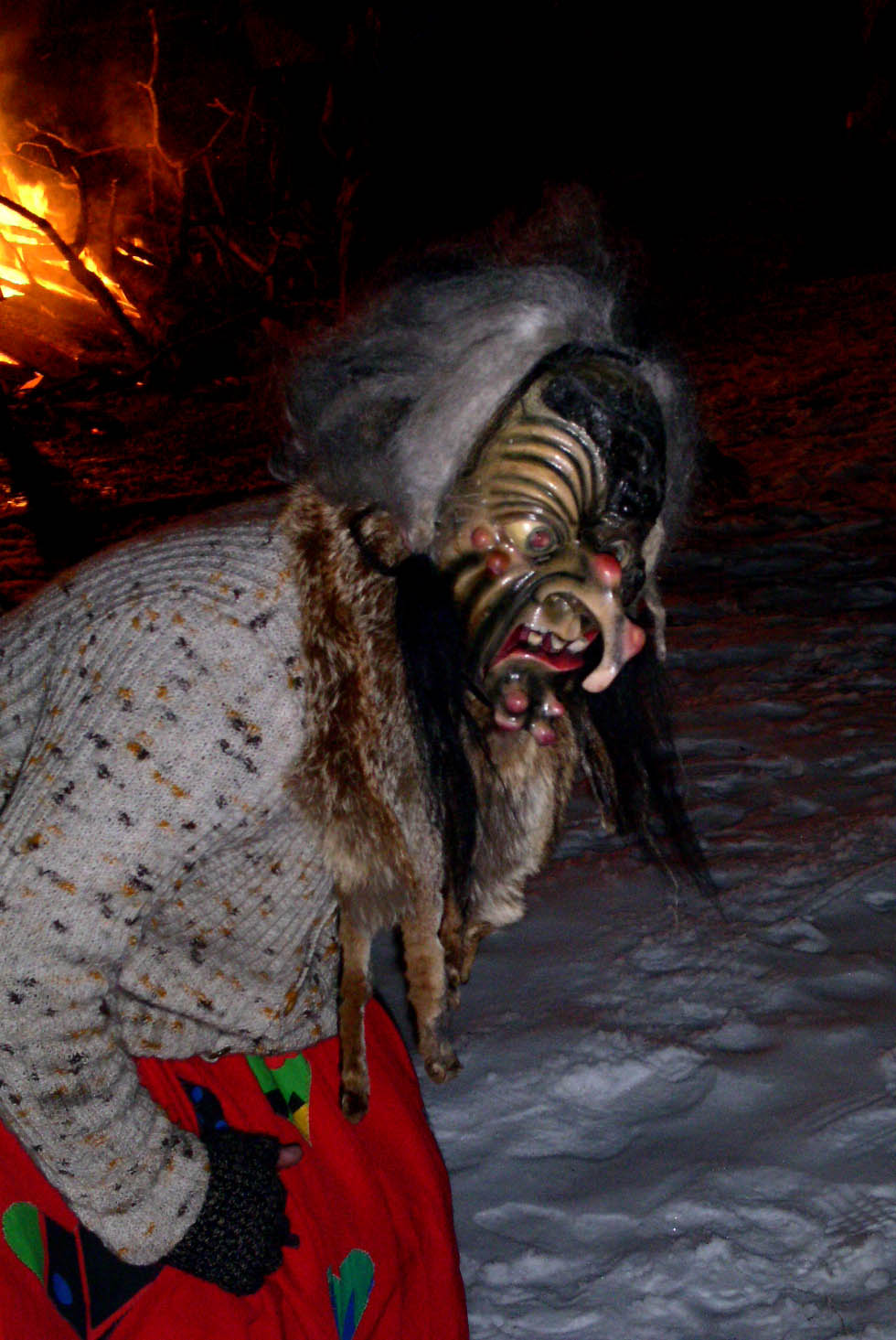
"Perchtenloop" in Klagenfurt

De tradities rond de "Perchtenloop" of de "jacht op Perchten" zijn in 1582 voor het eerst beschreven. Dit gebruik wordt niet genoemd in de literatuur uit eerdere tijden, waar het brengen van een spijsoffer aan Percht wel als doodzonde wordt beschreven.
In de zestiende eeuw werd het "jagen op Perchten" getolereerd, omdat het gebruik zich schijnbaar tegen de demon keerde. 
Vergelijkbare gebruiken komen echter nog altijd in heel Europa voor. Denk hierbij aan de "Kloppers" uit Bayern, de Sunderums (of Sinteromes, of Sunderklazen) op Terschelling (bij dit feest gaan de mannen vermomd over straat en vrouwen blijven binnen), Sinterklaaslopen in Zoutkamp, de Ouwe Sunderklaas en de streetfegers op Texel en de Klozum op Schiermonnikoog. De gebruiken rond de Krampus in de Alpenregio zijn ook vergelijkbaar. Ook de Krampus maakt lawaai met kettingen en verjaagt kwade geesten.
Er is een verband te leggen tussen Perchta en knecht Ruprecht (de hulp van Sinterklaas in het midden en noorden van Duitsland), ook hij beloont en straft in dezelfde periode.